# Macbeth (banda)
Macbeth es una banda italiana de metal gótico/sinfónico. Su discográfica es Dragonheart Records y ha lanzado 4 discos desde el año 1998.

## Historia
Macbeth se formó en el año 1995 gracias al batería Fabrizio. En 1997, lanzaron la maqueta Nocturnal Embrace. En 1998, firmaron un contrato con Dragonheart Records, con la cual publicaron su primer álbum, Romantic Tragedy's Crescendo. El disco recibió una crítica positiva y llegó a vender 12.000 copias. Durante este periodo, la banda contó con el apoyo de Amorphis en su gira italiana. Después de la gira, la banda cambió de componentes y solo quedaron el bajista y el vocalista.
En 2001, publican Vanitas, segundo trabajo de la banda. El álbum presenta un sonido más agresivo, sin perder el lado romántico del grupo. 
Después de algunos años en silencio, el grupo regresa en 2005 con Malae Artes. Después de la publicación del álbum, realizan una gira por Italia y México.
En 2007, publican su último trabajo, Superangelic Hate Bringers.
En diciembre de 2013 se anunció que el nuevo álbum "Neo-Gothic Propaganda " será lanzado 24 de febrero de 2014 esto marca el regreso de la banda después de su última gira el año 2009

## Discografía

### Maqueta
- Nocturnal Embrace - 1997

### Álbumes
- Romantic Tragedy's Crescendo (CD) - 1998
- Vanitas (CD) - 2001
- Malae Artes (CD) - 2005
- Superangelic Hate Bringers (CD) - 2007
- Neo-Gothic Propaganda (CD) - 2014